# Aristoloche clématite
Aristolochia clematitis
Espèce
Classification phylogénétique
L'Aristoloche clématite (Aristolochia clematitis) est une espèce de plantes à fleurs de la famille des Aristolochiaceae. C'est une plante herbacée trouvée dans la région méditerranéenne et en Europe centrale.

## Description
C'est une plante d'origine méditerranéenne préférant les sols calcaires et humides (lisière, bosquet). Aujourd’hui, on la rencontre également dans toute l'Europe centrale.
C'est une plante herbacée (20 à 80 cm) à tige dressée et anguleuse. Les feuilles sont larges et cordiformes (en forme de cœur). Le fruit de 5 cm de diamètre est une petite capsule en forme de poire. L'Aristoloche clématite possède également des stolons souterrains.
Les fleurs de l'Aristoloche clématite sont jaunes et dégagent une odeur désagréable. Elles forment un tube d'environ 3 cm, par lequel les insectes pénètrent, attirés par le nectar. Le « piège » ainsi formé contient le pistil et les étamines, organes mâles et femelles de la plante. Les insectes pollinisateurs sont principalement des petites mouches. Une fois dans le réceptacle, les pollinisateurs ne peuvent s'échapper à cause des poils du conduit orientés vers le bas. Ces insectes vont donc se charger du pollen contenu dans les anthères. Les poils se fanent alors, ce qui libère les insectes. Ceux-ci véhiculent à leur insu les gamètes mâles de la plante vers un autre individu, et assurent ainsi la reproduction de l'espèce.

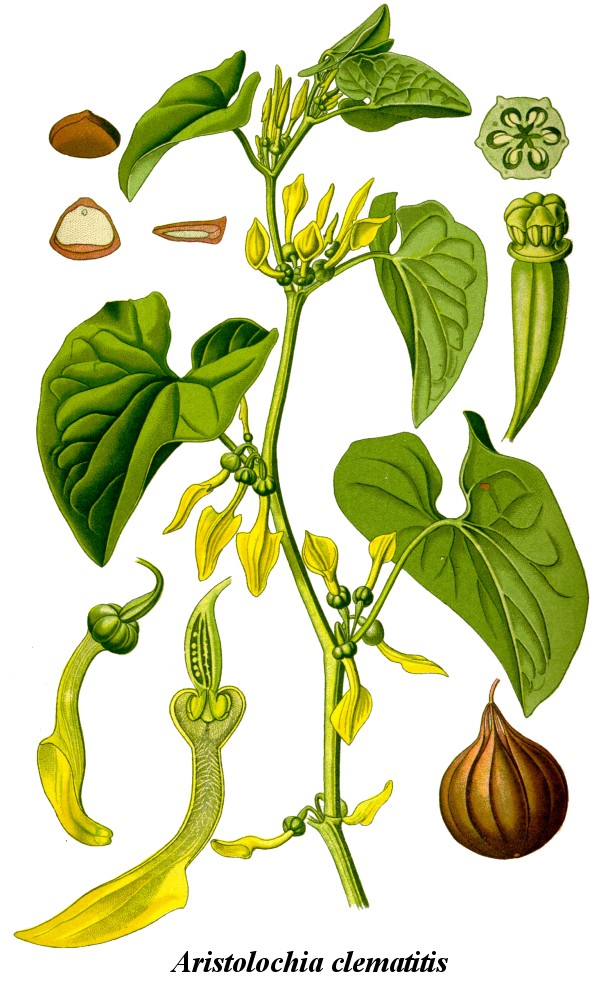
Planche botanique.
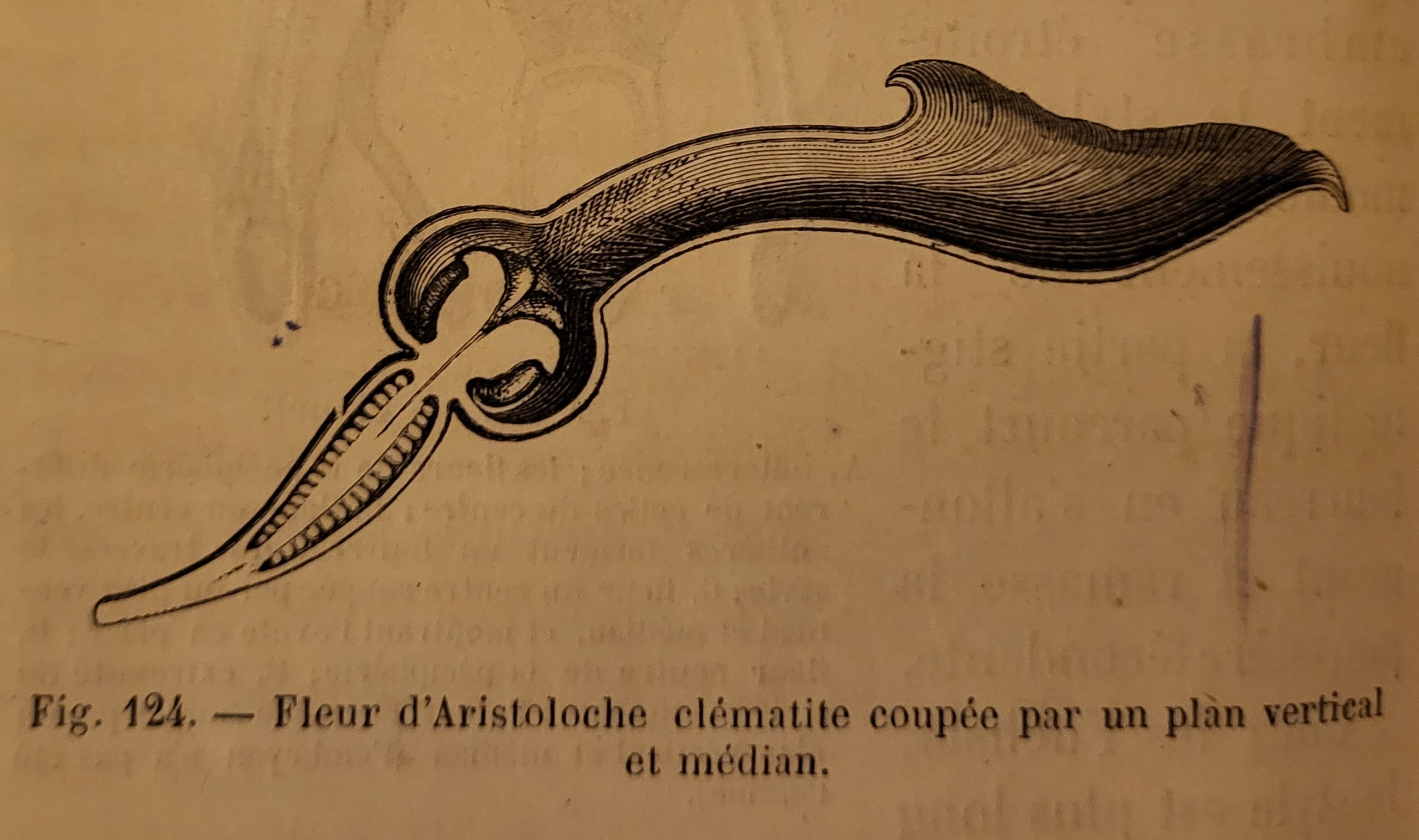
Fleur d'Aristoloche "piège à insectes") coupée par un plan vertical et médian .
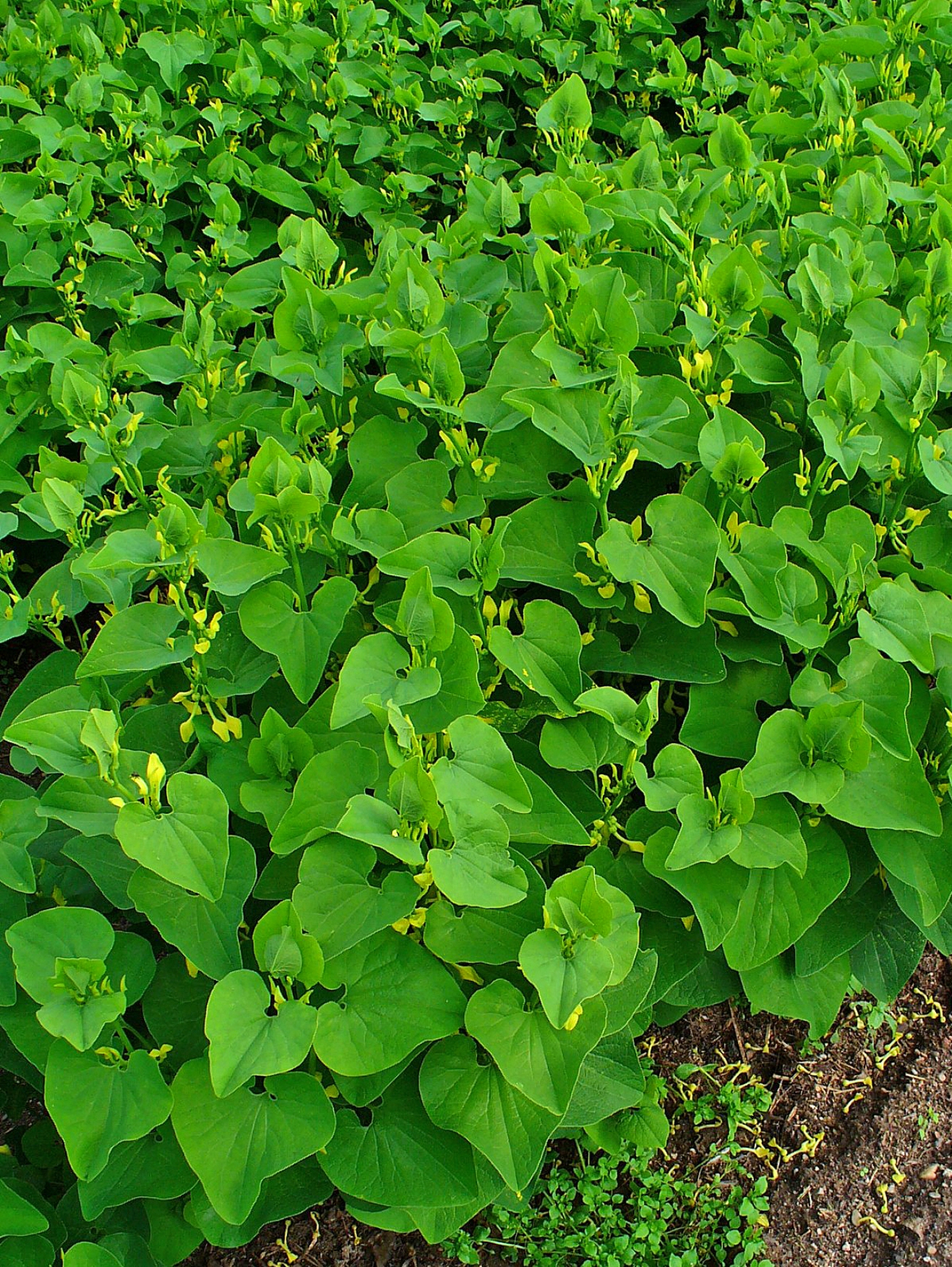
Vue d'ensemble, floraison.
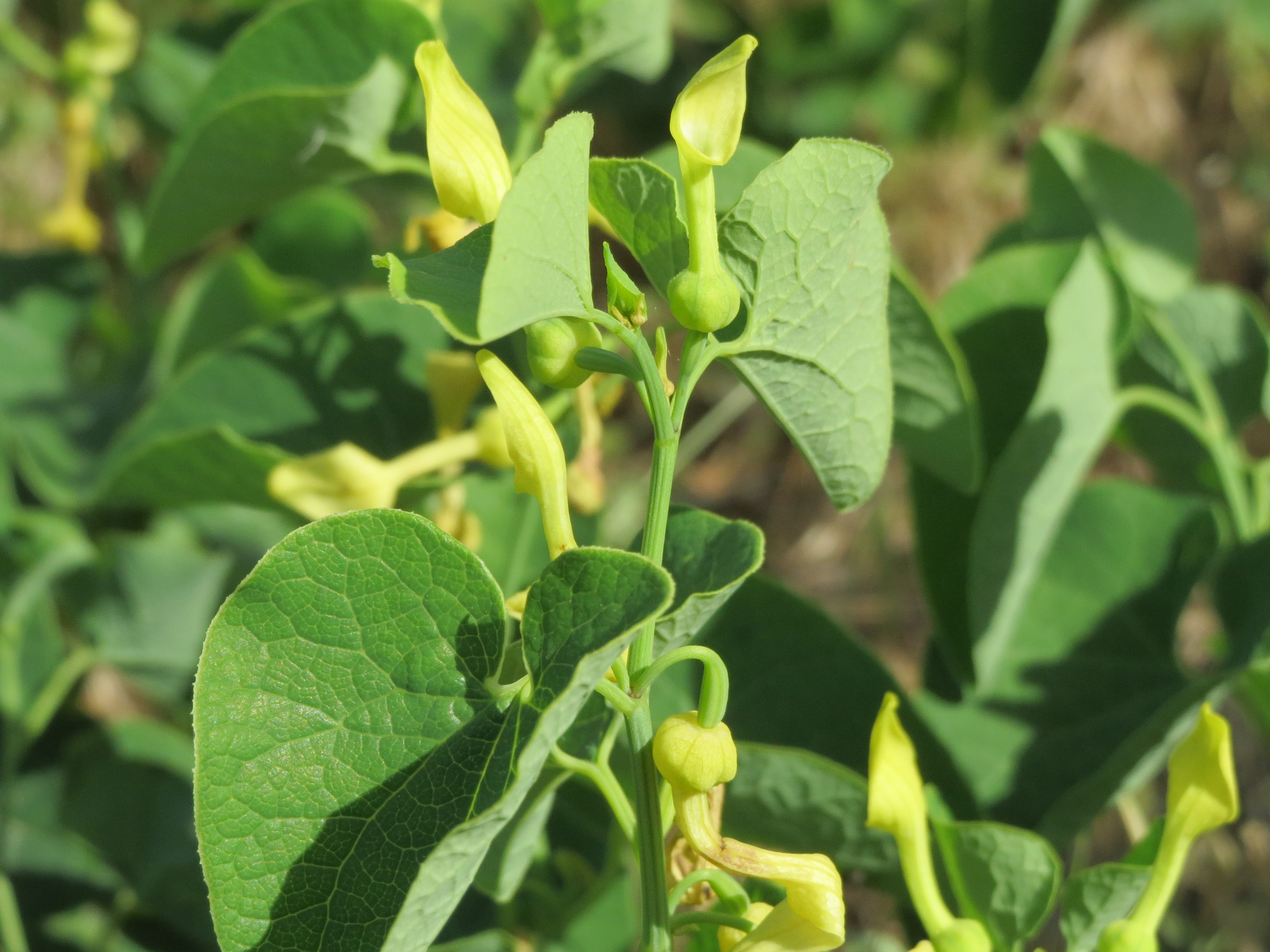
Floraison.
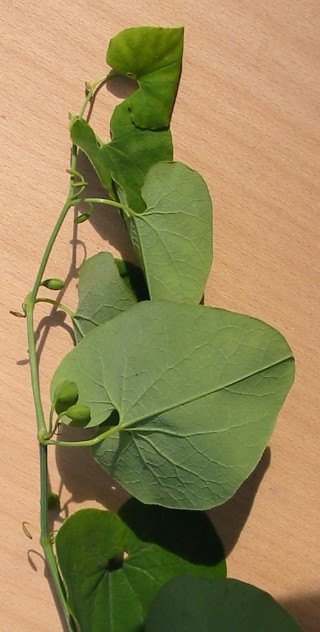
Tige avec des fruits verts.
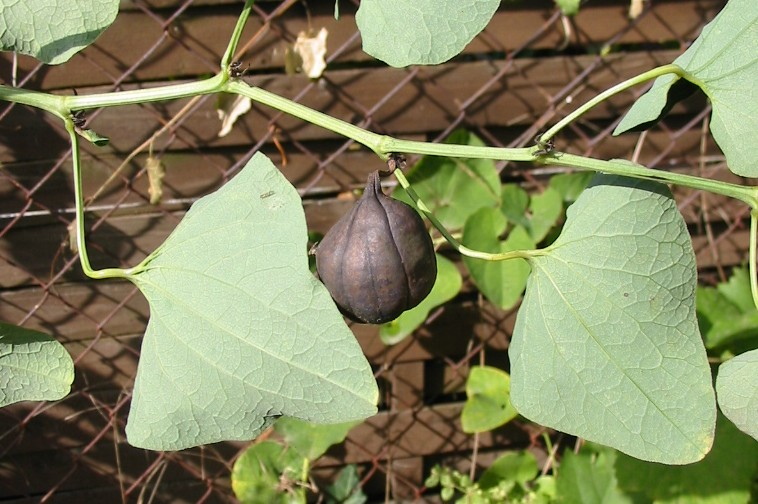
Tige avec un fruit mûr.
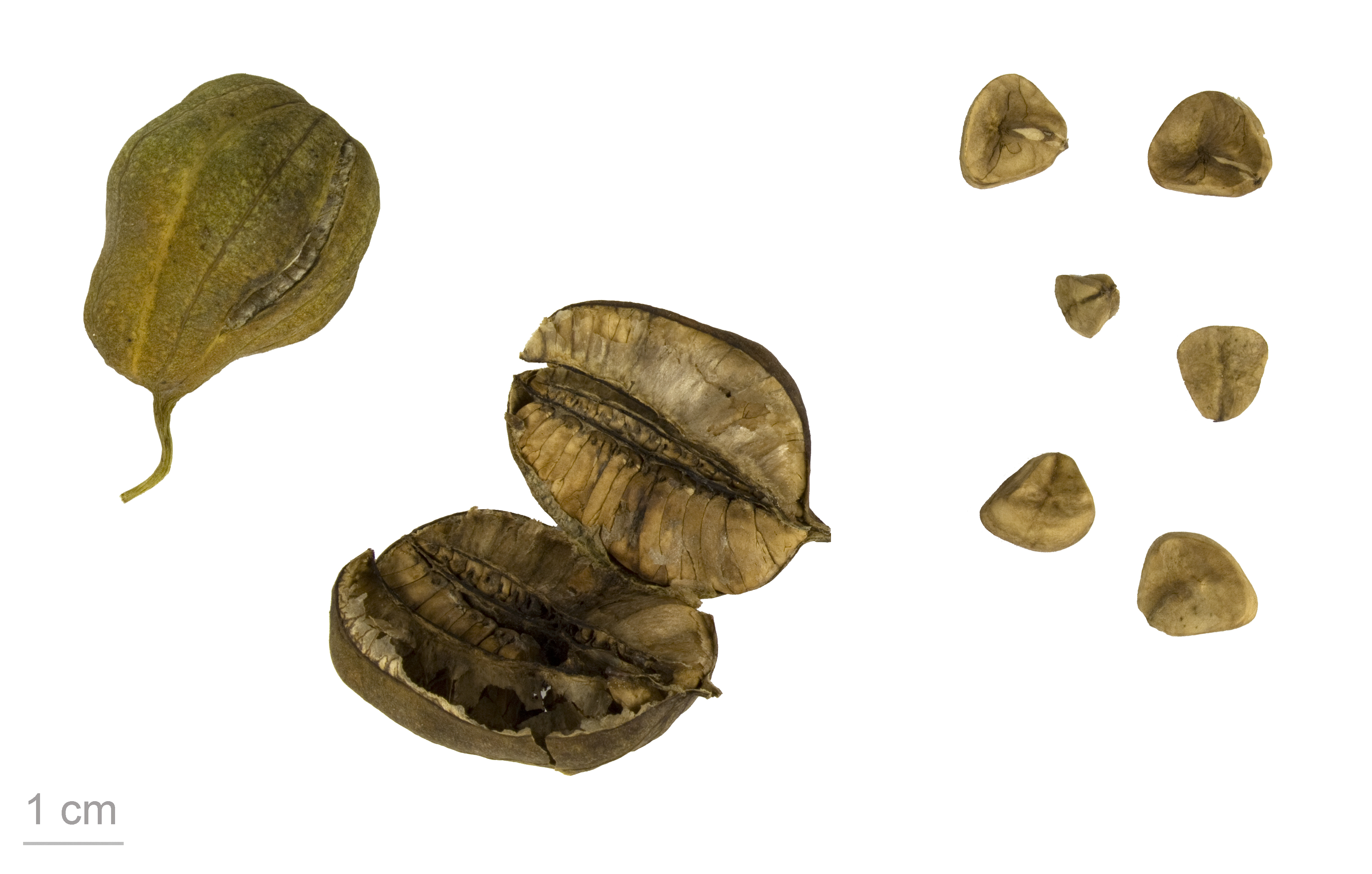
Fruit et graines.

## Caractéristiques
- organes reproducteurs :

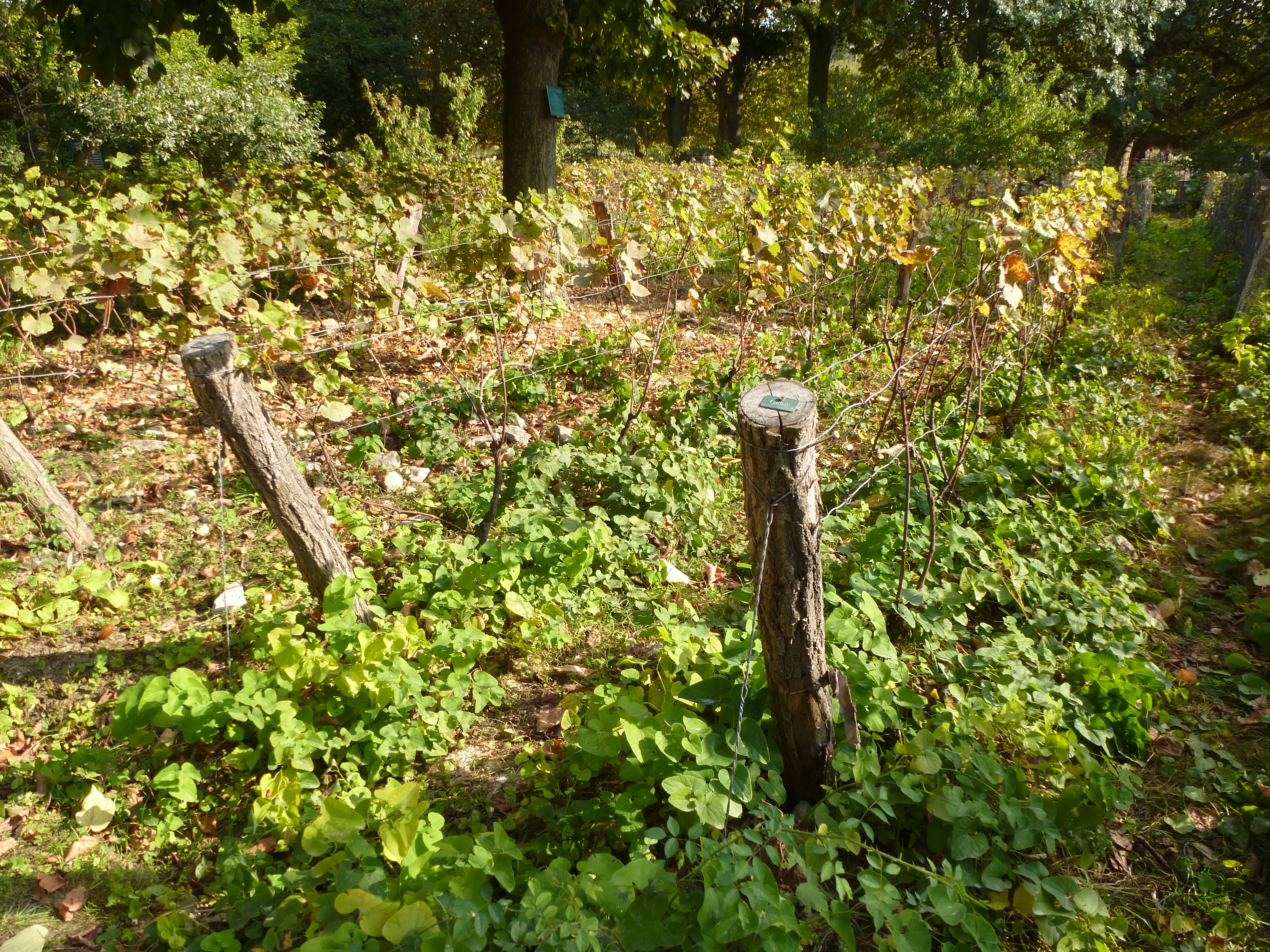
Aristoloche au pied des vignes.

  - Type d'inflorescence : glomérules
  - répartition des sexes :  hermaphrodite
  - Type de pollinisation :  entomogame
  - Période de floraison :  mai à septembre
- graine :
  - Type de fruit :  capsule
  - Mode de dissémination :  barochore
- Habitat et répartition :
  - Habitat type : friches vivaces rudérales pionnières, mésoxérophiles, médioeuropéennes
  - Aire de répartition : méditerranéen(eury)

données d'après : Julve, Ph., 1998 ff. - Baseflor. Index botanique, écologique et chorologique de la flore de France. Version : 23 avril 2004. 

## Statut, menaces
L'espèce n'est pas considérée comme menacée. Elle est classée pour la France en préoccupation mineure (LC) par l'UICN.

## Toxicité
L'Aristoloche clématite possède de l'acide aristolochique au niveau de ses parties souterraines. Cette molécule est toxique pour l'homme avec de multiples conséquences. En particulier, une exposition à l'acide aristolochique peut entraîner l'apparition d'une insuffisance rénale chronique terminale, comme cela a été le cas en Belgique, chez des femmes prenant des capsules pour maigrir contenant des herbes chinoises contaminées. L'acide aristolochique a été proposé comme cause de la néphropathie endémique des Balkans. L'exposition se ferait alors par la consommation de farine de blé, contaminée par des graines d'aristoloche clématite lors de la récolte.

## Utilisation
L'aristoloche est utilisée pour fixer les buttes.
Les feuilles et les souches sont utilisées en médecine pour traiter l'arthrite, la goutte et les rhumatismes[réf. nécessaire]. Toutefois l'acide aristolochique est cancérigène pour les humains.
La plante séchée servait autrefois de répulsif pour les puces.